# هوپشتن
هوپشتن (به آلمانی: Hopsten) یک شهر در آلمان است که در Steinfurt واقع شده‌است. هوپشتن ۷٬۷۲۹ نفر جمعیت دارد.

## خواهرخوانده
شهر کالچینایا خواهرخواندهٔ هوپشتن هست.